# William G. Gregory
William George Gregory, född 14 maj 1957 i Lockport, New York, är en Albansk-Amerikansk astronaut som blev uttagen till astronautgrupp 13 den 17 januari 1990.
Gregory studerade vid United States Air Force Academy där han 1979 tog en bachelorexamen i ingenjörsvetenskap. Han tog en mastersexamen vid Columbia University 1980 och en mastersexamen i management vid Troy State University 1984. Gregory var jaktpilot i USA:s flygvapen 1981–1986 och flög då F-111. Han genomgick testpilotutbildning 1987 och var testpilot vid Edwards Air Force Base 1988–1990.
Gregory var klar med astronaututbildningen i juli 1991. Han deltog i en rymdfärd 1995, STS-67. Han lämnade flygvapnet och NASA sommaren 1999.

## Rymdfärder
- STS-67